# Discothyrea oculata
Discothyrea oculata é uma espécie de formiga do gênero Discothyrea, pertencente à subfamília Proceratiinae.